# PWS-18
PWS-18 byl polský vojenský cvičný letoun vyráběný firmou Podlaska Wytwórnia Samolotów jako upravená licenční verze britského typu Avro 621 Tutor. Polské letectvo jej užívalo v letech 1937 až 1939.

## Vznik a vývoj
Polská vláda v roce 1934 zakoupila dva letouny Avro Tutor a práva k licenční výrobě typu ve snaze zajistit pokračovací cvičný stroj pro vojenské letectvo. Jeho výroba byla zadána společnosti Podlaska Wytwórnia Samolotów (PWS), sídlící v Białe Podlaske. Konstruktér Antoni Uszacki konstrukci upravil tak aby lépe vyhovovala stavebním postupům a výrobním možnostem firmy PWS, zejména změnou konstrukce křídel z kovové na dřevěnou a úpravou jejich špiček z obdélníkových na zaoblené. Pohonná jednotka byla změněna na hvězdicový motor typu Wright Whirlwind, licenčně vyráběný v Polsku, s delším motorovým krytem než byl Townendův prstenec použitý u originálu a vstupem vzduchu do karburátoru na spodní straně. Změněny byly i některé další detaily, například ostruhové kolečko podvozku bylo nahrazeno kluznou patkou.
V letech 1935–1936 vzniklo 40 sériových strojů, jimž byla přidělena vojenská evidenční čísla 80-1 až 80-40. Výroba typu dál nepokračovala vzhledem ke zkonstruování a zahájení výroby úspěšného domácího stroje pro pokračovací výcvik PWS-26, který užíval stejný typ motoru.

## Operační historie
Polské letectvo užívalo stroje jako cvičné v leteckém výcvikovém středisku v Dęblinu, ve škole poddůstojnického dorostu v Bydgoszczi a u cvičných eskader jednotlivých leteckých pluků. Ani jeden exemplář nepřežil druhou světovou válku.

## Uživatelé
- Polsko
  - Polské letectvo

## Specifikace
Údaje podle

### Technické údaje
- Osádka: 2 (instruktor a žák)
- Délka: 8,02 m
- Rozpětí: 10,97 m
- Výška: 2,92 m
- Nosná plocha: 29,2 m²
- Prázdná hmotnost: 900 kg
- Vzletová hmotnost: 1 250 kg
- Pohonná jednotka: 1 × vzduchem chlazený hvězdicový devítiválec Wright J-5B Whirlwind pohánějící pevnou dvoulistou dřevěnou vrtuli Szomański
- Výkon pohonné jednotky: 164 kW (220 hp)

### Výkony
- Maximální rychlost: 200 km/h (na úrovni mořské hladiny)
- Cestovní rychlost: 170 km/h
- Dolet: 465 km[3]
- Praktický dostup: 4 900 m
- Výstup do výše 3 000 m: 16 min 10 sekund
- Zatížení křídel: 42,8 kg/m²
- Poměr výkon/hmotnost: 5,7 kg/hp